# Henri Cockuyt
Henricus Josephus (Henri) Cockuyt (14 juli 1903 - 3 december 1993) was een Belgische atleet, die gespecialiseerd was in de sprint. Hij nam eenmaal deel aan de Olympische Spelen en veroverde op twee onderdelen drie Belgisch titels.

## Biografie
Cockuyt behaalde in 1924 de Belgische titels op de 100 en de 200 m. Hij verbeterde dat jaar samen met Eugène Langenraedt, Eugène Moetbeek en Paul Brochart het Belgisch record op de 4 x 100 meter estafette en dat van Paul Brochart op de 200 m. Hij werd op deze afstanden geselecteerd voor de Olympische Spelen van Parijs, maar nam alleen deel aan de 100 m, waarop hij uitgeschakeld werd in de reeksen.

### Clubs
Cockuyt was aangesloten bij AA Gent.

## Belgische kampioenschappen
| Onderdeel | Jaar       |
| --------- | ---------- |
| 100 m     | 1924       |
| 200 m     | 1924, 1927 |

## Persoonlijke records
| Onderdeel | Prestatie | Datum        | Plaats |
| --------- | --------- | ------------ | ------ |
| 100 m     | 10,8 s    | 1923         |        |
| 200 m     | 22,3 s    | 21 juli 1924 | Gent   |

## Palmares

### 100 m
- 1924:  BK AC – 11,0 s
- 1924: 3e in reeks OS in Parijs

### 200 m
- 1924:  BK AC – 22,5 s
- 1924: DNS OS in Parijs
- 1927:  BK AC – 22,6 s

### 4 x 100 m
- 1924: DNS OS in Parijs